# Колокольчик Баумгартена
Колокольчик Баумгартена (лат. Campanula baumgartenii) — травянистое растение; вид рода Колокольчик семейства Колокольчиковые. Вид назван в честь немецкого врача и ботаника Иоганна Кристиана Баумгартена.

## Ботаническое описание
Травянистое растение высотой от 40 до 86 см. На обычно прямостоячем, иногда наклонённом стебле с ланцетными, иногда яйцевидно-ланцетными листьями растут прямостоячие, поникающие цветы светло-голубого цвета. Их длина составляет от 1,5 до 2 см. Соцветие слегка разветвлённое. Стеблевые листья снизу густоволосистые. Время цветения — с июля по сентябрь. Медоносное растение.
Число хромосом 2n = 68.
Вид имеет сильное сходство с видом Колокольчик круглолистный, и его трудно отличить из-за сильной изменчивости обоих видов.

## Распространение и экология
Вид произрастает в основном в Германии и имеет два центра распространения — небольшой в Таунусе и крупный в Пфальце, который распространяется и на территорию Франции (Нижний Эльзас, Лотарингия). Вид считается исчезающим; в небольшом центре его распространения, Таунусе, известно около 40 мест (включая заповедники Reifenberger Wiesen и Оберес Эмсбахталь) с примерно 5500 экземплярами. После включения в программу сохранения вида с 1998 по 2000 год и дальнейших исследований, особенно Карлом Петером Баттлером, популяцию в Гессене можно считать стабильной.
Предпочитает свежие, полутенистые, но тёплые места на слабокислых и довольно бедных азотом почвах, особенно на пастбищах, а также на обочинах дорог и изредка в буковых лесах.

## Систематика
Выделяют два подвида:
- Campanula baumgartenii subsp. baumgartenii: встречается от восточной Франции до юго-западной Германии;
- Campanula baumgartenii subsp. beckiana (Hayek) Podlech; syn.: Campanula beckiana Hayek): встречается в Восточных Альпах от Австрии до бывшей Югославии;